# Jelle Vermoote
Jelle Vermoote, né le 29 août 2001 à Pervyse, est un coureur cycliste belge.

## Biographie
Au début de sa carrière, Jelle Vermoote pratique principalement le cyclo-cross. Dans cette discipline, il prend notamment la quatrième place du championnat d'Europe juniors en 2018. Il commence ensuite à délaisser cette spécialité pour se consacrer au cyclisme sur route, après avoir subi plusieurs blessures. 
Lors de la saison 2022, il se distingue en remportant le Circuit des Quatre Cantons, une course du calendrier national français,. La même année, il s'impose sur une étape du Tour d'Hispanie en Espagne. Il se classe également deuxième du Mémorial Philippe Van Coningsloo et de Romsée-Stavelot-Romsée, troisième du Tour du Limbourg ou encore quatrième du championnat de Belgique espoirs. 
En 2023, il intègre la réserve de l'équipe WorldTour Intermarché-Circus-Wanty en 2023. Sous ses nouvelles couleurs, il termine deuxième du Province Cycling Tour et quatrième du Tour de Bretagne. Il représente par ailleurs son pays lors des championnats d'Europe d'Emmen. Ses bons résultats lui permettent de signer un premier contrat professionnel avec la formation Bingoal WB.

## Palmarès sur route

### Par années
- 2022
  - Circuit des Quatre Cantons
  - 1re étape du Tour d'Hispanie
  - 2e du Mémorial Philippe Van Coningsloo
  - 2e de Romsée-Stavelot-Romsée
  - 3e du Tour du Limbourg
- 2023
  - 2e de la Course de côte d'Herbeumont
  - 2e du Province Cycling Tour

### Classements mondiaux
| Année                                 | 2022  | 2023  |
| ------------------------------------- | ----- | ----- |
| Classement mondial                    | 1066e | 1538e |
| UCI Europe Tour                       | 763e  | nc    |
|                                       |       |       |
| Légende : nc = non classéSource : UCI |       |       |

## Palmarès en cyclo-cross
- 2018-2019
  - 4e du championnat d'Europe de cyclo-cross juniors